# Diana Berg
Diana Olehivna Berg (in ucraino Діа́на Оле́гівна Берг?; Donetsk, 7 dicembre 1979) è un'attivista ucraina.

## Vita e formazione
Diana Olehivna Berg, nata e cresciuta il 7 dicembre 1979 nella città di Donetsk, in Ucraina, ha intrapreso la professione di graphic designer e insegnante. Inizialmente, Berg si considerava una giovane creativa, non interessata alla politica o ai movimenti sociali.  Ha conseguito una laurea in attività economiche estere presso l’Università tecnica nazionale di Donec'k nel 2001.
La sua visione del mondo è cambiata drasticamente il 1 marzo 2014, quando i dimostranti pro-russi si sono radunati in piazza Lenin a Donetsk, durante l'annessione della Crimea alla Russia. Quando i manifestanti pro-russi hanno preso il sopravvento, Berg è stata costretta a fuggire da Donetsk, viaggiando prima a Odessa e poi a Leopoli e Kiev. 
Successivamente, Berg si è trasferita a Mariupol, vicino al fronte, dopo aver deciso di voler essere più vicina alla sua città natale e di voler contribuire alla Guerra del Donbass nel 2014. È stata costretta a fuggire di nuovo dalla sua casa per la seconda volta otto anni dopo, quando la Russia ha invaso l’Ucraina nel 2022.

## Carriera
Nella primavera del 2014, Diana Berg è diventata un’attivista e ha avviato una campagna pro-ucraina nella sua città natale. Ha dovuto lasciare il suo villaggio occupato e ha fatto di Mariupol la sua casa. 
Nel 2016, ha fondato la piattaforma artistica "Tu" con sede a Mariupol e attualmente la gestisce dall’estero. Ha istituito una piattaforma che sostiene la trasformazione sociale e l’avanzamento culturale per sostenere i diritti umani e le libertà, affrontando questioni come l’ineguaglianza di genere, la discriminazione e il radicalismo ultra-destra. Notabilmente, come unico movimento di base nell’Ucraina orientale, promuove le arti moderne e la cultura underground insieme alle sue più ampie iniziative sociali. 
Il 12 giugno 2016, è entrata nel centro di Mariupol e ha partecipato a una parata militare in onore del secondo anniversario della liberazione della città dai ribelli della Repubblica Popolare di Donetsk. Indossava la bandiera arcobaleno della comunità LGBT, alla quale era cucita la bandiera ucraina. C’è stata solo una protesta a favore della “Marcia dell’Uguaglianza” che si è svolta a Kyiv. Diana Berg ha diretto lo spazio della Piattaforma Tu e il gruppo artistico Tu per sei anni, supervisionando il loro lavoro nella protezione dei diritti. 
Dopo essere fuggita da Mariupol dopo l'occupazione russa nel marzo 2022 a Kyiv, ha adattato le operazioni alla situazione di guerra, e nonostante stesse affrontando una seconda perdita totale. Diana ha avuto un ruolo di primo piano nel coordinamento dell’unico progetto ucraino presentato durante l’evento artistico Documenta a Kassel. Ha contribuito inoltre all’organizzazione del segmento ucraino del Pride di Berlino, dove ha ideato lo slogan “Arm Ukraine now, make pride in Mariupol possible”.